# Le Comœdia
Le Comœdia est une galerie d'art contemporain, située à Brest, dans le Finistère (France).

## Historique
Le Comœdia appartient au patrimoine architectural, social et culturel de Brest.

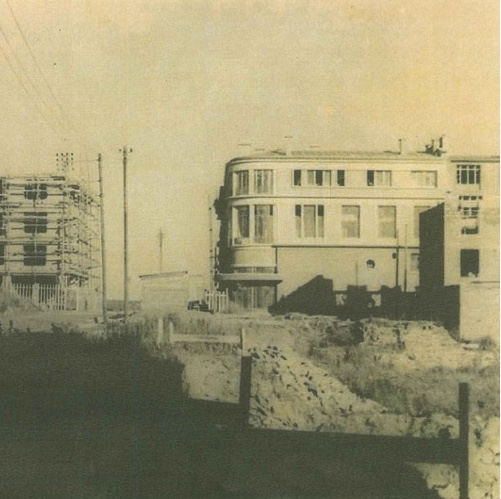
Le Comœdia en 1949.

Le Comœdia (1949), de l'architecte français Michel Ouchacoff (1907-1981), est bâti lors de la Reconstruction de la ville de Brest. Dénommé « Théâtre de l'Onde » sur les plans originaux de l'architecte (en référence à la vocation maritime de la ville), il prend pourtant le nom de Comœdia lors de sa construction.

### Théâtre
Michel Ouchacoff conçoit un théâtre classique à l'italienne. Il collabore avec l'artiste Jean-René Debarre, (1907-1968, professeur à l'école Boulle), sculpteur, pour les décorations intérieures et extérieures. La frise de la façade reprend l'allégorie du théâtre, avec les masques de la comédie et de la tragédie antiques. Les frises de l'intérieur, dans le style Art déco tardif, représentent Orphée charmant les sirènes, tandis que le Poséidon émergeant des flots occupe le plafond de la salle de spectacle.

### Cinéma
En 1962, le Comœdia devient une salle de cinéma labellisée « art et essai » d'une capacité de 500 places. Les films Orange mécanique, Emmanuelle et Midnight Express sont régulièrement projetés. Le cinéma cesse ses activités et doit fermer ses portes en 1991.

## Galerie d'art

### Rénovation et changement de vocation duComœdia

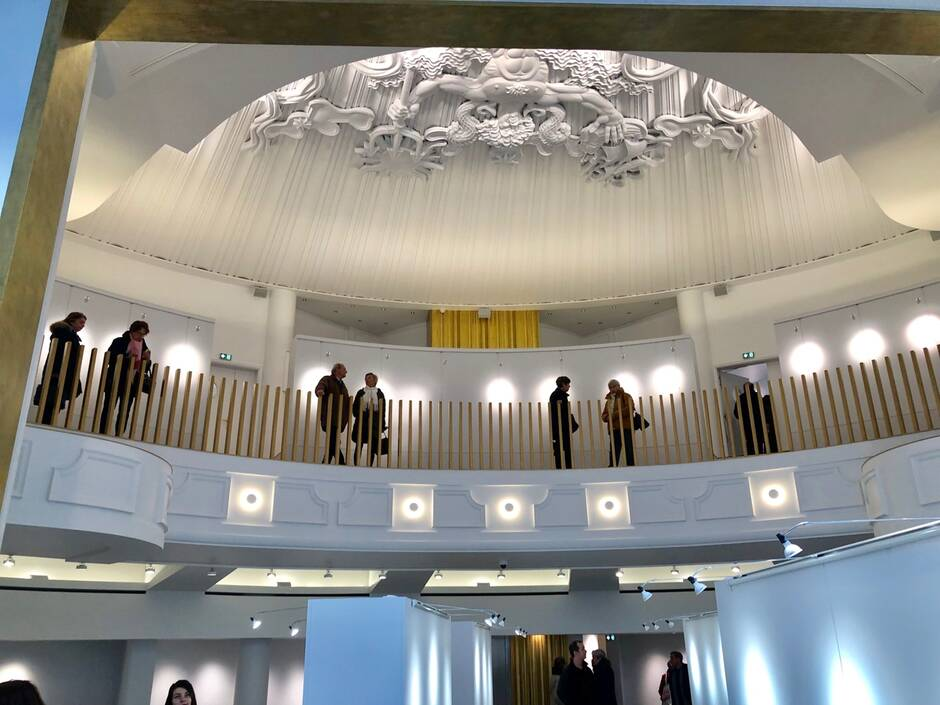
Le plafond au Poséidon, par J.-R. Debarre, et le balcon de l'ancien théâtre Comœdia.

En 2013, l'étage du bâtiment est réaffecté en appartements. Le rez-de-chaussée, resté à l'abandon, est racheté en 2016 par  l’homme d’affaires breton, Robert Lascar, qui transforme l'ancien cinéma en galerie d'art.
L' Espace d'Art - Le Comœdia restauré rouvre ses portes le 7 mars 2019, après 28 ans de fermeture et 18 mois de travaux.
La rénovation conserve l'architecture du théâtre classique à l'italienne et le style 1940. Le Comœdia  (400 m2) est réaménagé pour s'adapter à sa nouvelle activité.
Le parterre de l'ancien théâtre est mis à plat et la scène ainsi que la fosse d'orchestre sont supprimés. Le balcon est structuré avec des cimaises courbes permettant l'exposition de tableaux. Un puits de jour est créé et l'éclairage est entièrement revu : les œuvres et les décors de Jean-René Debarre sont mis en valeur.
En 2019, c'est à nu que l' Espace d'Art - Le Comœdia ouvre ses portes au public. La galerie inaugure sa première exposition intitulée Archiguille, peintre de la transfiguration, le 4 avril 2019,.
L' Espace d'Art - Le Comœdia rénové présente aux visiteurs et aux collectionneurs des expositions temporaires, et également des artistes exposés de manière permanente.

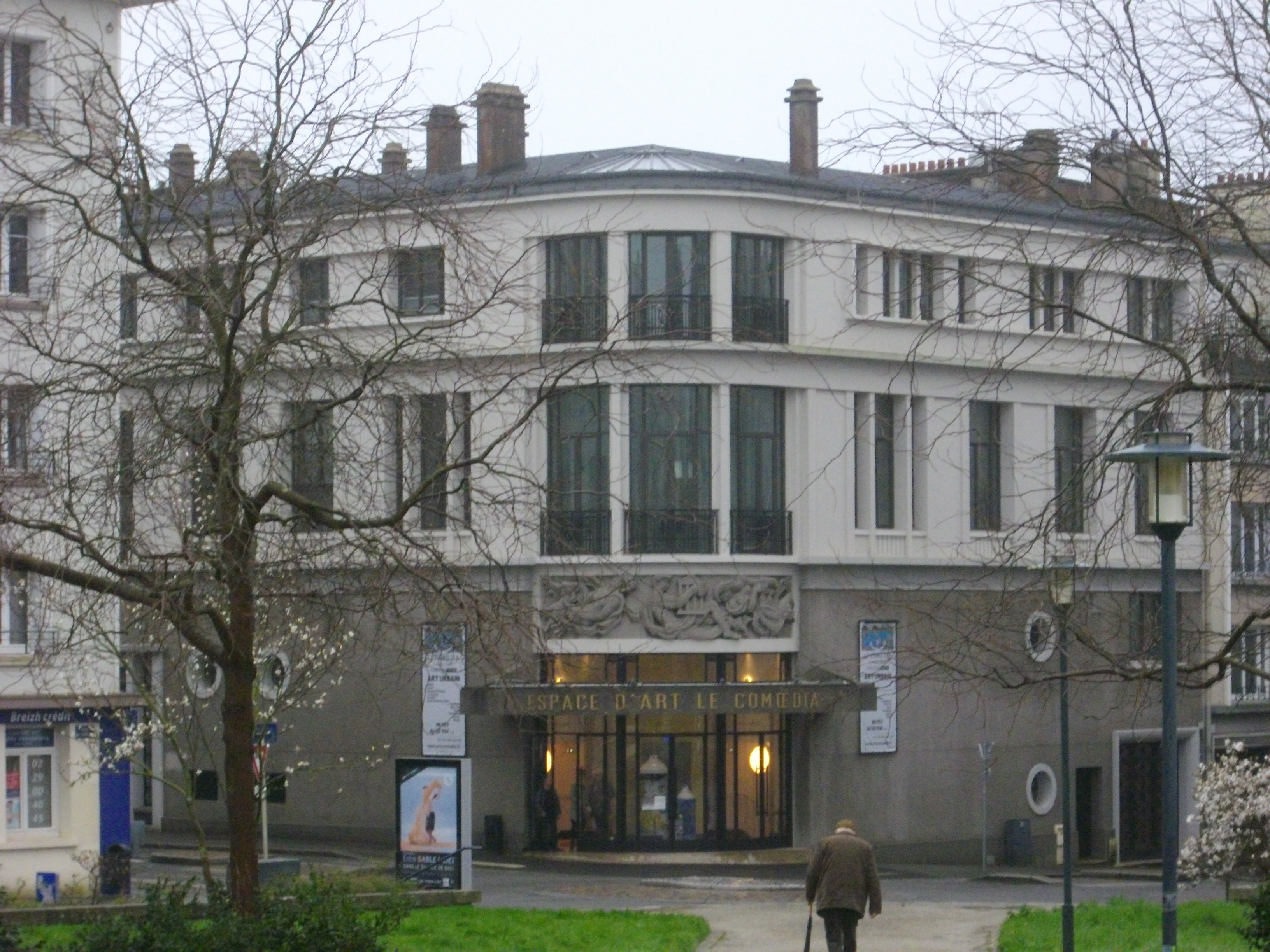
Le Comœdia - Espace d'Art après la rénovation.

### Exemples d'expositions temporaires
- Archiguille, peintre de la transfiguration, du 04/04/2019 au 29/06/2019
- Yvon Daniel peintre des éléments originels du 12/09/2019 au 09/11/2019[12]
- Noir est une Couleur du 21/11/2019 au 25/01/2020
- Couleurs Sculptées du 21/11/2019 au 25/01/2020
- Art Urbain du 6/02/2020 au 14/05/2020, exposition prolongée jusqu'au 25/07/2020